# Браненбург
Браненбург (њем. Brannenburg) општина је у њемачкој савезној држави Баварска. Једно је од 46 општинских средишта округа Розенхајм. Према процјени из 2010. у општини је живјело 5.719 становника. Посједује регионалну шифру (AGS) 9187120.

## Географски и демографски подаци
Браненбург се налази у савезној држави Баварска у округу Розенхајм. Општина се налази на надморској висини од 509 метара. Површина општине износи 33,7 km². У самом мјесту је, према процјени из 2010. године, живјело 5.719 становника. Просјечна густина становништва износи 170 становника/km².